# Meringa (Gran Zebrù)
La Meringa, alle volte detta Meringa di ghiaccio (Schaumrolle in tedesco) è una particolare forma glaciale che si trova vicino alla vetta, nel versante nord (altoatesino) della cima del Gran Zebrù (3859 m), cima che fa parte del gruppo dell'Ortles.

## Descrizione
Si origina da un deposito di neve trasportata dal vento sui crinali e sulle creste, che si accumula sul versante sottovento. 
Sul Gran Zebrù viene formata dai venti provenienti da Sud, che accumulano neve sulla parete nord. Quando il suo peso si fa eccessivo, circa ogni 50-60 anni, crolla per forza di gravità, come avvenne nei primi anni sessanta.
L'ultima volta che la Meringa si è staccata risale alla notte tra il 3 e il 4 giugno del 2001, quando provocò un grosso boato ma nessun danno nella sottostante cittadina di Solda.

## Alpinismo
Fu affrontata diverse volte, ma la prima via fu aperta il 22 settembre 1956 da parte dell'alpinista austriaco Kurt Diemberger, unitamente a Herbert Knapp e Hannes Unterweger

. Fu una "direttissima" unica e irripetibile, anche perché la Meringa crollò qualche anno dopo.

## Galleria d'immagini

Immagini storiche
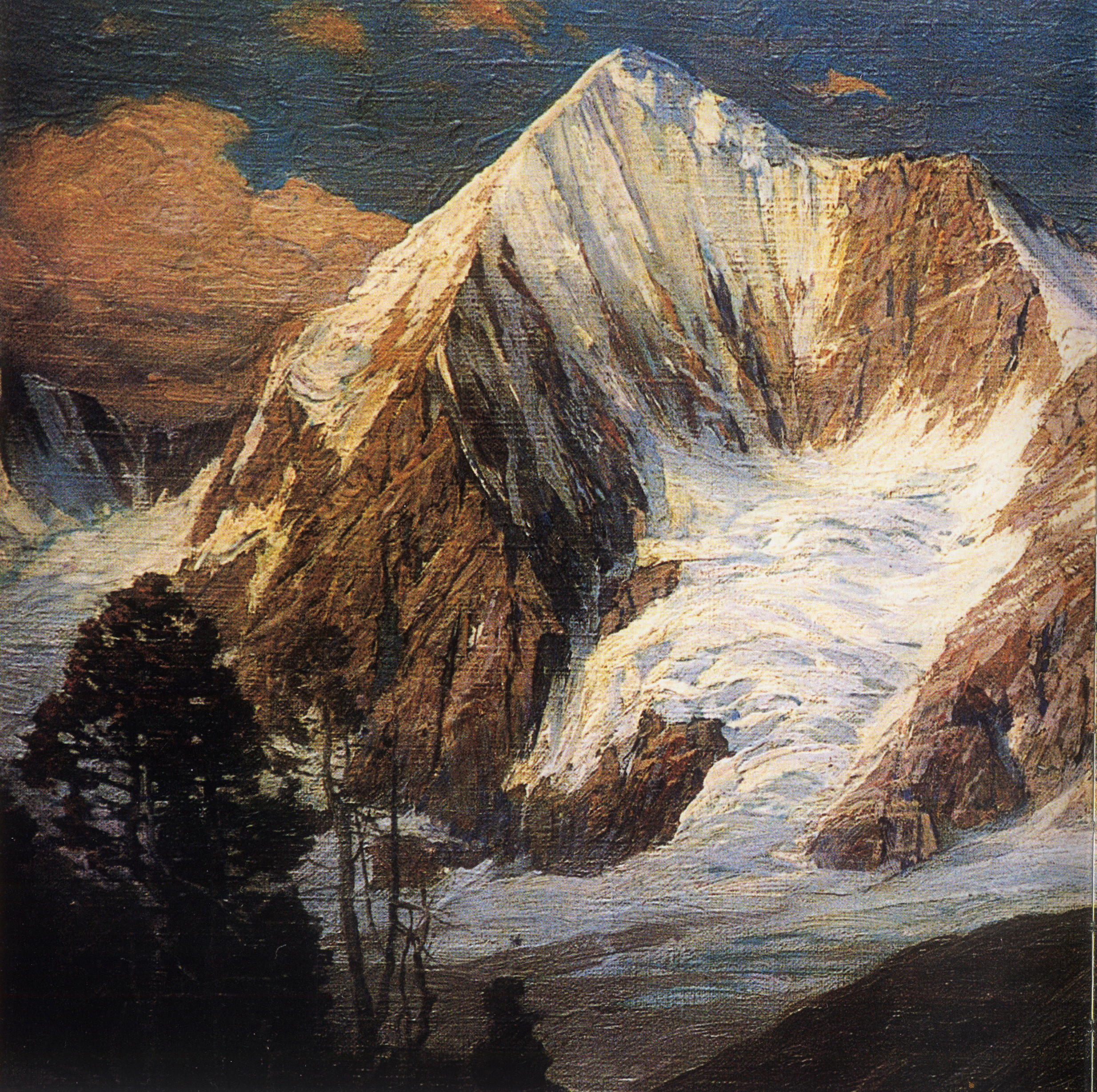
Fine XIX secolo o inizio del XX
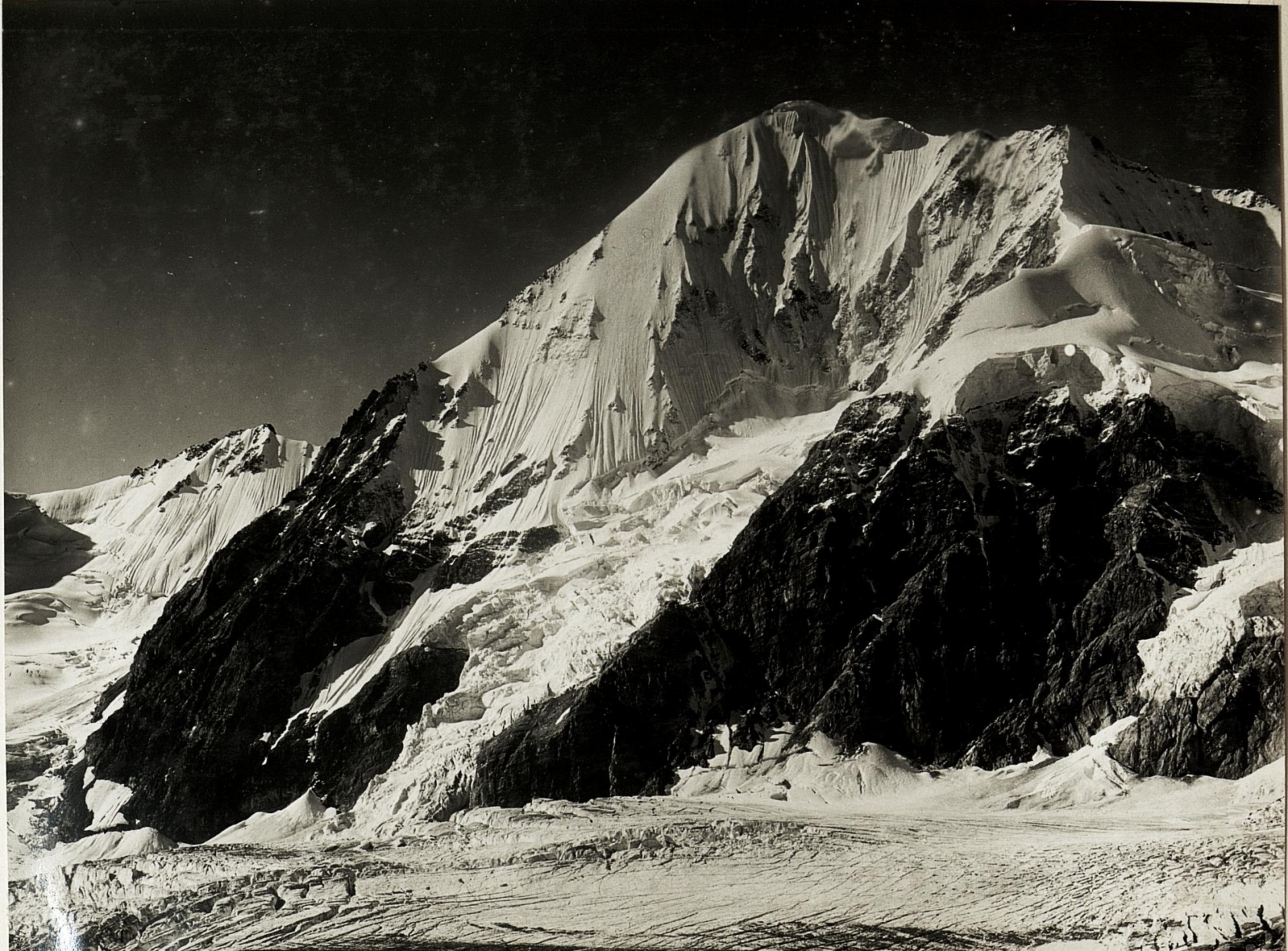
Settembre 1917
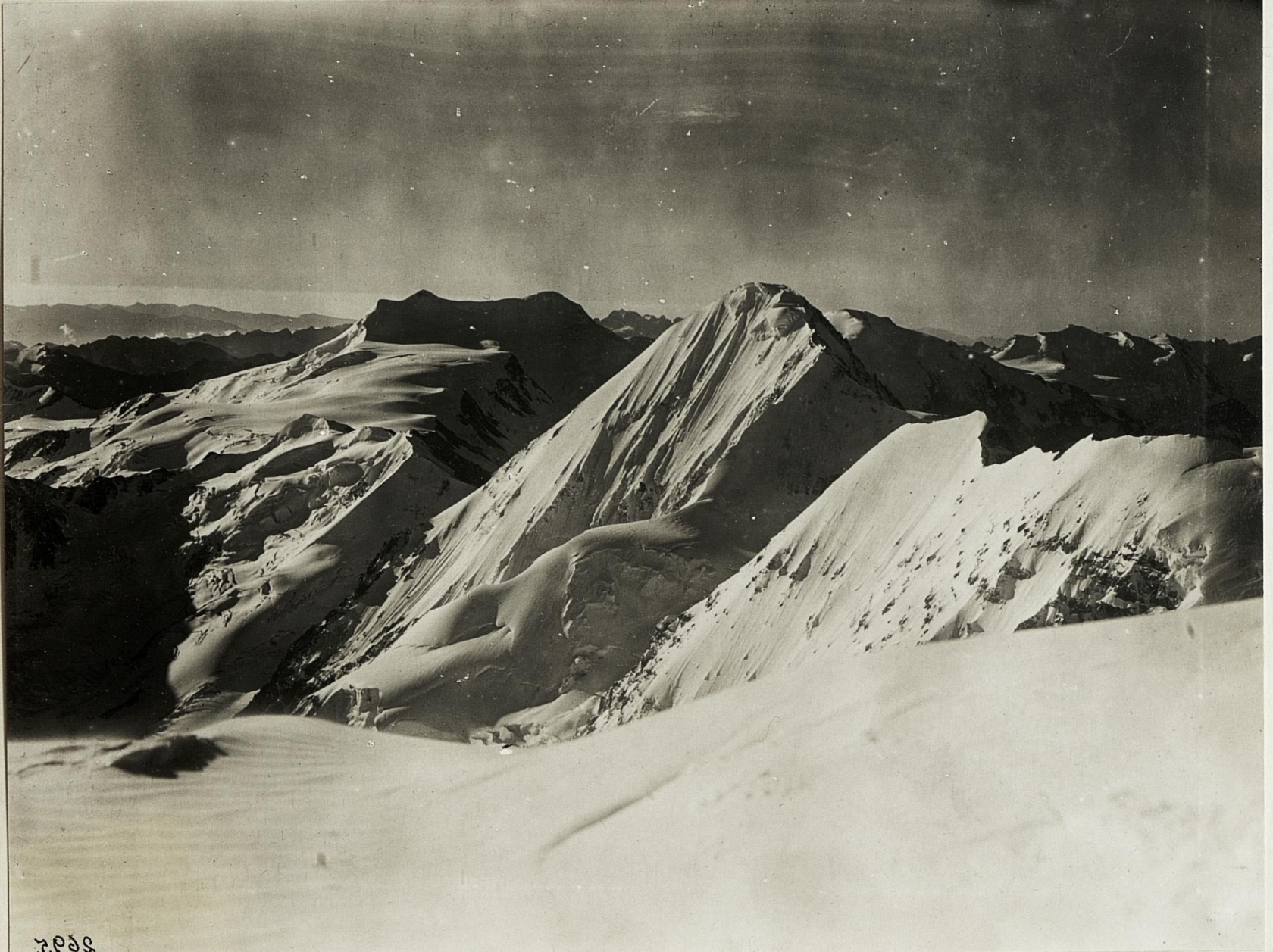
Settembre 1917
Ottobre 1934
Ottobre 1934
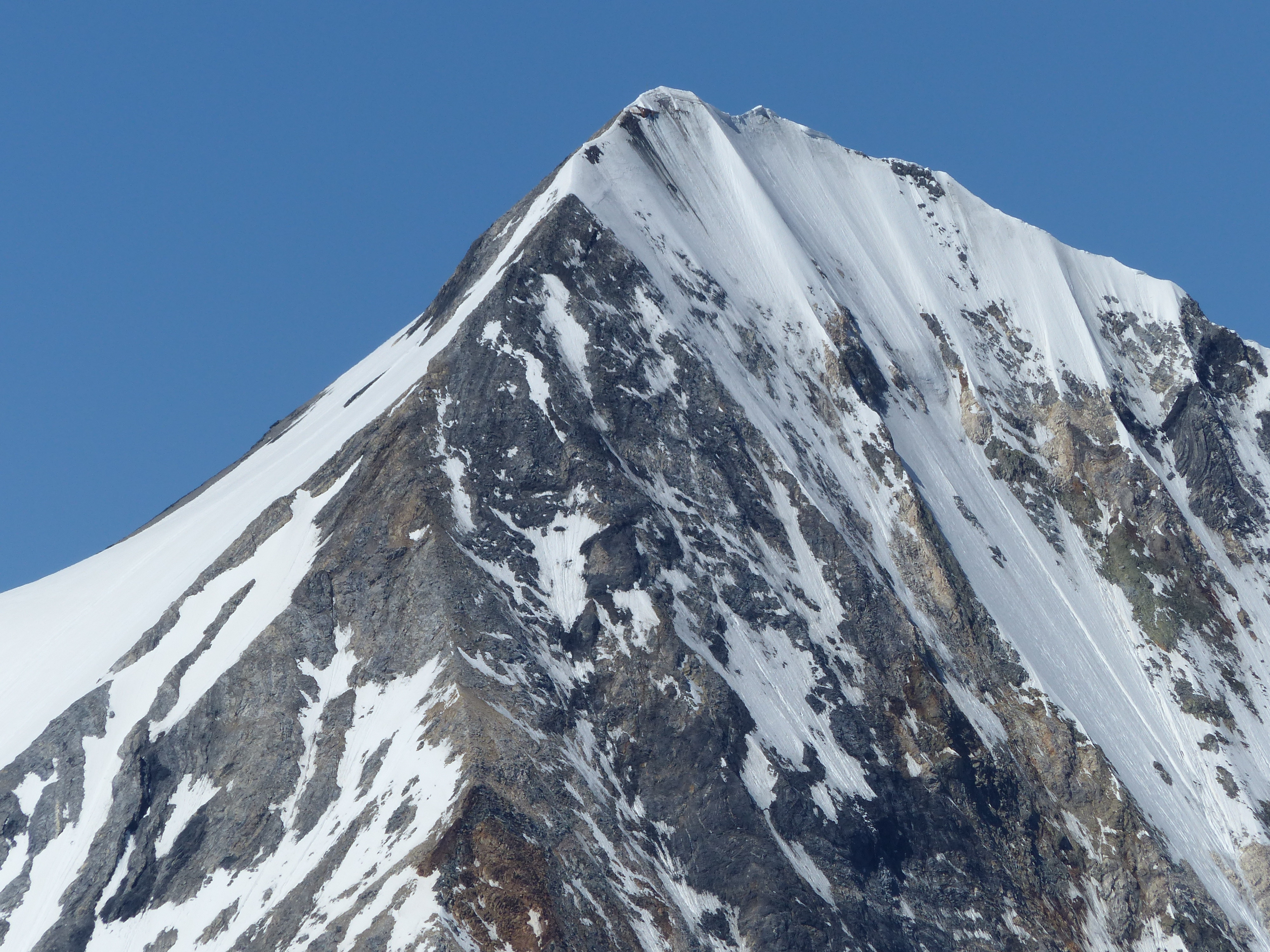
Giugno 2017